# Conrad Heusler

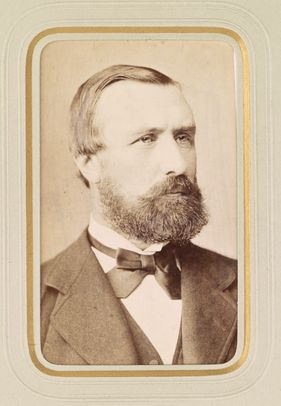
Unternehmer und Bergbeamter Conrad Heusler (1826–1907), ca. 1884

Conrad Heusler (auch Konrad Heusler, * 22. Dezember 1826; † 30. November 1907) war ein deutscher Unternehmer und Bergbeamter.

## Leben
Conrad Heusler war ein Sohn des Unternehmers und Bergbeamten Carl Ludwig Heusler (1790–1851) und dessen Ehefrau Katharina Henriette Elisabeth, geborene Heeser (1789–1865). Er hatte 2 Brüder und sechs Schwestern. 
Conrad Heusler studierte Berg- und Hüttenkunde und trat anschließend in den preußischen Staatsdienst ein, wo er zuletzt als Oberbergrat beim Oberbergamt Bonn tätig war.
Nach dem Tode seines Vaters im Jahr 1851 trat er seinem älteren Bruder Friedrich Wilhelm Otto Heusler (1825–1890), der als Betriebsleiter das Unternehmen C. L. Heusler in Dillenburg übernommen hatte, als Berater an die Seite. Die Isabellenhütte begann unter der Führung der beiden Brüder mit der Herstellung von Neusilber und baute die Kupferproduktion weiter aus. Nachdem 1869 die Nickelerzvorkommen der Grube „Hilfe Gottes“ erschöpft waren und der Nickelbetrieb auf der Isabellenhütte eingestellt werden musste, kam die Firma C. L. Heusler in finanzielle Schwierigkeiten und der gemeinschaftliche Bergwerksbesitz kam unter Konkursverwaltung. Die Isabellenhütte stellte 1873 den Betrieb ein. Conrad Heusler übernahm daraufhin sämtliche Aktiva und Passiva der Firma C. L. Heusler in Liquidation und es gelang ihm durch ein Verfahren zur Darstellung von kohlehaltigem, eisenfreien Mangan, das er mit Kupfer zu kohlefreiem 30-prozentigen Mangankupfer verschmolz, das Unternehmen auf eine neue gewinnbringende Grundlage zu stellen. Heuslers Kupfermanganlegierung zeigte eine bis dahin nicht erreichte Seewasserbeständigkeit und erreichte in der Folge unter der Wortmarke „Resistin“ als Schraubenwerkstoff im Schiffsbau wie im allgemeinen Maschinenbau große Bedeutung. Die wichtigste Anwendung erfuhren die Mangankupferlegierungen später dann ab 1889 unter der Bezeichnung Manganin als Werkstoff für elektrische Präzisionswiderstände.
Conrad Heusler veröffentlichte 1897 seine Beschreibung des Bergreviers Brühl-Unkel und des niederrheinischen Braunkohlenbeckens und erstellte dabei für den Oberbergamtsbezirk Bonn im Maßstab 1:100000 eine Übersichts-Karte über die Braunkohlenablagerungen und sonstigen Minerallagerstätten in den Bergrevieren Brühl – Unkel & Deuz.
Im Jahr 1898 gründete Conrad Heusler, der die Hütte weiterhin von Bonn aus leitete, die Firma „Isabellenhütte GmbH“.
Conrad Heusler war verheiratet mit Georgine (1843–1911), Tochter des Philosophen und Schriftstellers David Friedrich Strauß und dessen Ehefrau Agnese Schebest. Friedrich Heusler, der Entdecker der Heuslerschen Legierung, war der Sohn des Ehepaars.

## Schriften
- Beschreibung des Bergreviers Brühl-Unkel und des niederrheinischen Braunkohlenbeckens. Bearbeitet im Auftrage des Königlichen Oberbergamtes zu Bonn, Marcus, Bonn 1897 (Digitalisat)

## Geologische Karten
- Übersichts-Karte über die Braunkohlenablagerungen und sonstigen Minerallagerstätten in den Bergrevieren Brühl – Unkel & Deuz. Maßstab 1:100.000, Oberbergamtsbezirk Bonn 1897